# James Beaumont Neilson
James Beaumont Neilson (1792–1865) - szkocki hutnik i wynalazca. W 1828 roku opatentował proces wytopu metali z gorącym dmuchem. 
Neilson zastosował żeliwne nagrzewnice powietrza, które były opalane węglem kamiennym. Powietrze po nagrzaniu było wdmuchiwane do wielkiego pieca hutniczego. Przyczyniło się to do znacznej poprawy efektywności wytopu żelaza. 	